# (72520) 2001 DB88
(72520) 2001 DB88 – planetoida z pasa głównego asteroid okrążająca Słońce w ciągu 5,14 lat w średniej odległości 2,98 j.a. Odkryta 24 lutego 2001 roku.